# 세계 식량상
세계 식량상(世界食糧賞, 영어: World Food Prize)은 식량에 대해 세계적인 성과를 올린 사람에게 주어지는 상이다.